# Albertaceratops nesmoi
Albertaceratops nesmoi ("Nesmos hornansikte från Alberta") är en art av dinosaurier som tillhör släktet Albertaceratops, en centrosaurin från mitten av campanian-skedet under yngre krita i det som idag är Nordamerika, i Oldman-formationen i Alberta, Kanada, samt i Judith River-formationen i Montana, USA. Albertaceratops var en medelstor dinosaurie på runt 6 meter som namngivits efter en ranchägare.

## Fynd
År 2001 hittade den då studerande Michael J Ryan fossila rester efter denna dinosaurie, som precis som alla andra ceratopsier var en fyrbent växtätare, i Oldman-formationen, en skattkammare för paleontologer. Oldman-formationen är en arm av Judith River-formationen, som ligger i sydöstra Alberta, Kanada, cirka 29 mil sydöst från Calgary. Vidare material ur Judith River-formationen kommer från norra Montana, USA, som ligger söder om Alberta. Sex år senare beskrev Ryan, som då var intendent för vertebratpaleontologi vid Cleveland Museum of Natural History i Cleveland (och där han jobbar än), det nya släktet och arten.

## Beskrivning
Albertaceratops är känd från ett enda komplett kranium (Holotyp TMP.2001.26.1) bevarat i en skör, ljust grå, grumlig bit förstenad bottenslam. Kraniet hittades i augusti 2001 tillsammans med kvarlevor av resten av kroppen. Detta släkte är ovanligt i och med att det kombinerade långa horn ovanför ögonbrynen med ett kranium som annars helt tillhör en centrosaurie. Traditionellt hade centrosaurier korta horn ovanför ögonbrynen. Alberaceratops har en benig knöl, ett boss, över nosen liknande den hos Achelousaurus eller Pachyrhinosaurus, men den är tiofaldigt större än hos det sistnämnda släktet. Vidare hade dess nackkrage två stora utåtpekande horn som liknade krokar. En fylogenetisk analys, utförd av dess beskrivare Michael Ryan, visade att den var den mest basala centrosaurinen av alla nu kända, vilket kan tänkas vara naturligt med tanke på kraniets utförande.

## Namngivning
Innan Albertaceratops publicerades officiellt kallades den för "Medusaceratops" (vilket betyder "Medusas hornansikte"), ett namn som stod omnämnt i Ryans doktorsavhandling från 2003. Ryan valde att namnge den efter provinsen, Alberta, och till grekiskans ceras/κέρας, som betyder 'horn', och -ops/ωψ, som betyder 'ansikte'. Detta är ett vanligt namn hos ceratopsier. Dinosauriens aktuella artnamn, A. nesmoi, kommer från ranchägaren Cecil Nesmo som bor i Manyberries, en stad med mindre än hundra invånare 71 km söder om Medicine Hat i Alberta. Ranchägaren ärades därmed och fick ett erkännande för sina omfattande ansträngningar att hjälpa fossiljägare, bland de som fann typarten för Albertaceratops.